# Benjamin Daydon Jackson

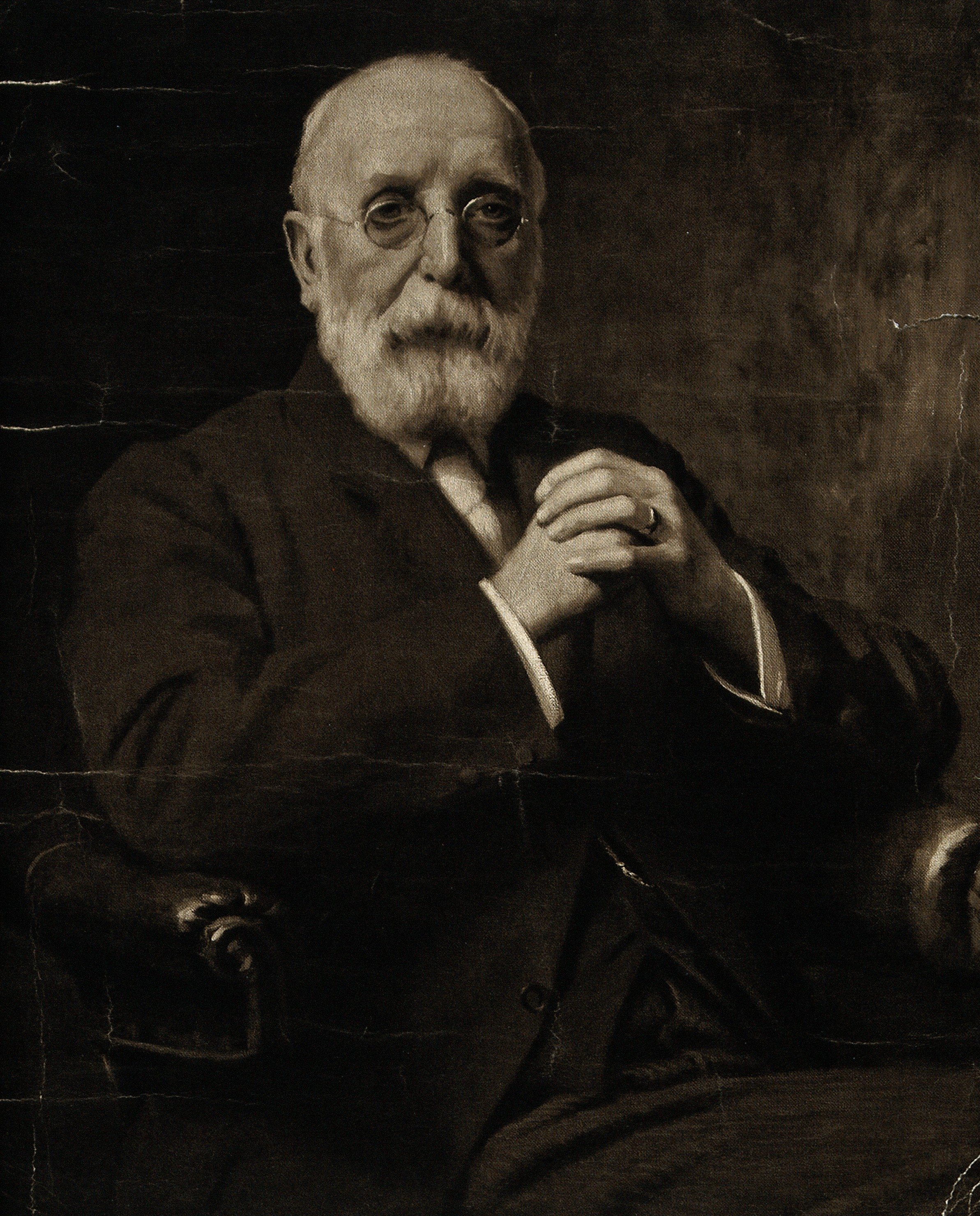
Benjamin Daydon Jackson

Benjamin Daydon Jackson (* 3. April 1846 in Stockwell (London); † 12. Oktober 1927 in London) war ein britischer Botaniker, Bibliograph und Taxonom. Sein offizielles botanisches Autorenkürzel lautet „B.D.Jacks.“

## Leben und Wirken
Jackson war mit 22 Jahren bereits Mitglied der Linnean Society of London (Linné-Gesellschaft). Er war Kurator der Linnean Collections.
Kurz vor seinem Tod im Jahr 1882 betraute Charles Darwin den Direktor der Royal Botanic Gardens in Kew, Joseph Dalton Hooker mit der Gesamtverantwortung für die Erstellung des Index Kewensis, einem Index aller zwischen 1753 und 1885 publizierten Namen von Blütenpflanzen. Er erstellte eine Konzept, bei dem er von führenden Botanikern der Zeit beraten wurde, darunter George Bentham, Asa Gray und John Ball. Als Autor und Bearbeiter wählte er Benjamin Daydon Jackson, der zu dieser Zeit Sekretär der Linnean Society war. Dieser hatte im Jahr 1881 sein Werk Guide to the Literature of Botany. veröffentlicht, was ihn als ausgezeichneten Kenner der botanischen und taxonomischen Literatur auswies. Jackson begann 1882 mit der Arbeit an dem Index, wobei er zeitweise von mehreren Assistenten unterstützt wurde. Das Werk Genera Plantarum von George Bentham und Joseph Dalton Hooker diente ihm als Grundlage für die Auflistung der Pflanzengattungen des Index. Für jeden Gattungsnamen wurde ein einzelnes Blatt Papier angelegt. Anschließend wurden alle im  Nomenclator Botanicus von Ernst Gottlieb von Steudel aufgeführten Arten auf den jeweiligen Gattungsblättern erfasst. Das von Jackson verwendete Nomenclator-Exemplar der Royal Botanic Gardens, Kew enthielt zudem zahlreiche nachträglich handschriftlich eingefügte Ergänzungen, da es anhand des instituts-eigenen Herbars ständig erweitert worden war.
Alle Blätter einer Gattung wurden in einen mit dem Gattungsnamen beschrifteten Umschlag verstaut, die wiederum in alphabetischer Reihenfolge, ähnlich wie in einem Herbarium, in Schachteln gelagert wurden. Für diese Vorarbeiten benötigte Jackson 18 Monate, in denen er mehr als 30.000 Umschläge anlegte, die in 178 Schachteln gelagert wurden und zusammen mehr als eine Tonne wogen. Die ersten beiden Bände des Index wurden zwischen 1893 und 1895 in vier Teilbänden veröffentlicht.
In einer Rezension zum ersten Teilband lobte der Herausgeber des Journal of Botany James Britten, der dem Index durchaus kritisch gegenüberstand, Jacksons große Leistung bei der Erstellung des Index:

„It had come to be supposed that only Germans were sufficiently persevering to face the drudgery which such an untertaking involves - a drudgery off which no one who has not been engaged in dictionary or index work can form an idea: but Mr. Jackson has shown that where plodding industry is need, England can hold her own.“

„Üblicherweise wurde angenommen, dass nur Deutsche die notwendige Ausdauer besitzen, sich der Plackerei, die ein solches Unternehmen mit sich bringt, zu stellen - eine Plackerei, von der niemand, der noch nie an der Erstellung eines Nachschlagewerkes oder Index gearbeitet hat, eine Vorstellung haben kann: aber Mr. Jackson hat gezeigt, dass England mithalten kann, wenn langwierige Arbeit von Nöten ist.“

Zusammen mit Théophile Durand bearbeitete Jackson den ersten Ergänzungsband des Index Kewensis, der zwischen 1901 und 1906 in vier Teilbänden veröffentlicht wurde.

## Ehrungen
Nach Jackson benannt sind die Gattungen Daydonia Britten aus der Familie der Teestrauchgewächse (Theaceae) und Jacksonago Kuntze aus der Familie der Hülsenfrüchtler (Fabaceae).

## Werke
- Guide to the Literature of Botany; Being a Classified Selection of Botanical Works, Including Nearly 6000 Titles Not Given in Pritzel's 'Thesaurus.' London 1881 (Published for the Index Society by Longmans, Green & co., 626 Seiten).
- Vegetable technology. 1882.
- A Glossary of Botanic Terms, with Their Derivation and Accent. 1. Auflage. Gerald Duckworth / J. B. Lippincott, London / Philadelphia 1900 (4. überarbeitete Auflage 1928, 481 Seiten; Reprint 1950 London (Duckworth) und New York (Hafner), 481 Seiten).
- Index Kewensis Plantarum Phanerogamarum - Nomina et synonyma omnium generum et specierum a Linnaeo usque as annum MDCCCLXXXV complectens nomine recepto auctore patria unicuique plantae subjectis. 1. und 2 Band (1893–1895) und 1. Supplement (1902–1906)